# AIIC

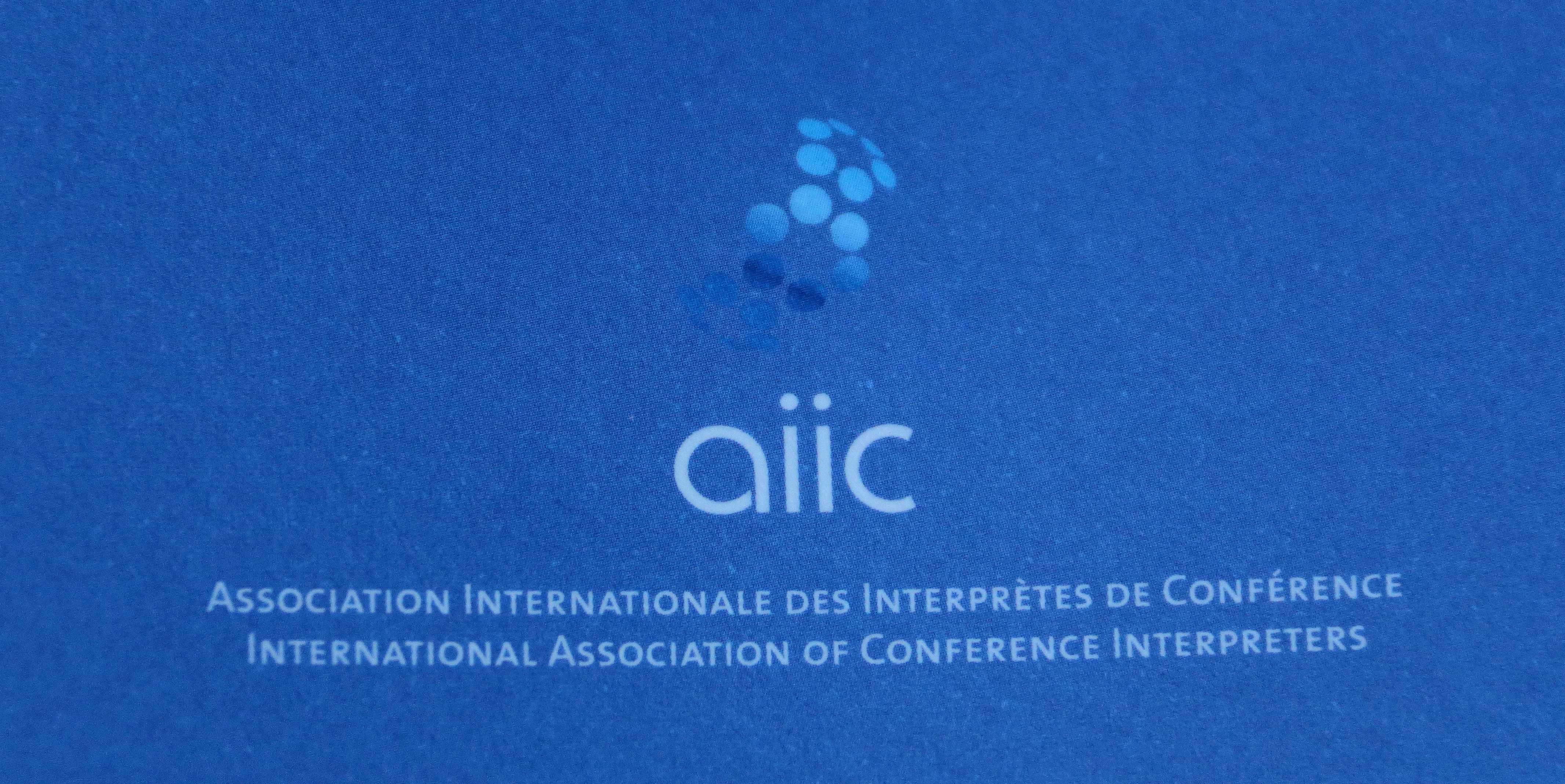
AIIC

De AIIC of Association Internationale d'Interprètes de Conférence is de internationale beroepsvereniging voor conferentietolken.
De AIIC werd gesticht in 1953. De vereniging, met hoofdzetel in Genève, telt meer dan 3000 leden. De beroepsvereniging is aanwezig in 106 landen. De AIIC onderhandelt over de werkomstandigheden van (freelance)tolken bij internationale organisaties zoals de Verenigde Naties en de Europese Unie. De toelatingsprocedure voor nieuwe leden is strikt; nieuwe leden moeten aangedragen worden door een AIIC-lid dat al minimaal vijf jaar lid is. Leden van de AIIC moeten zich houden aan de professionele standaarden en de ethische code van de tolkenberoepsvereniging.